# Villamena
Villamena és un municipi andalús de la província de Granada, pertanyent a la comarca del Valle de Lecrín, a la vora del riu Dúrcal. Està format per dos nuclis de població: Cozvíjar i Cónchar.